# ProQuote Film

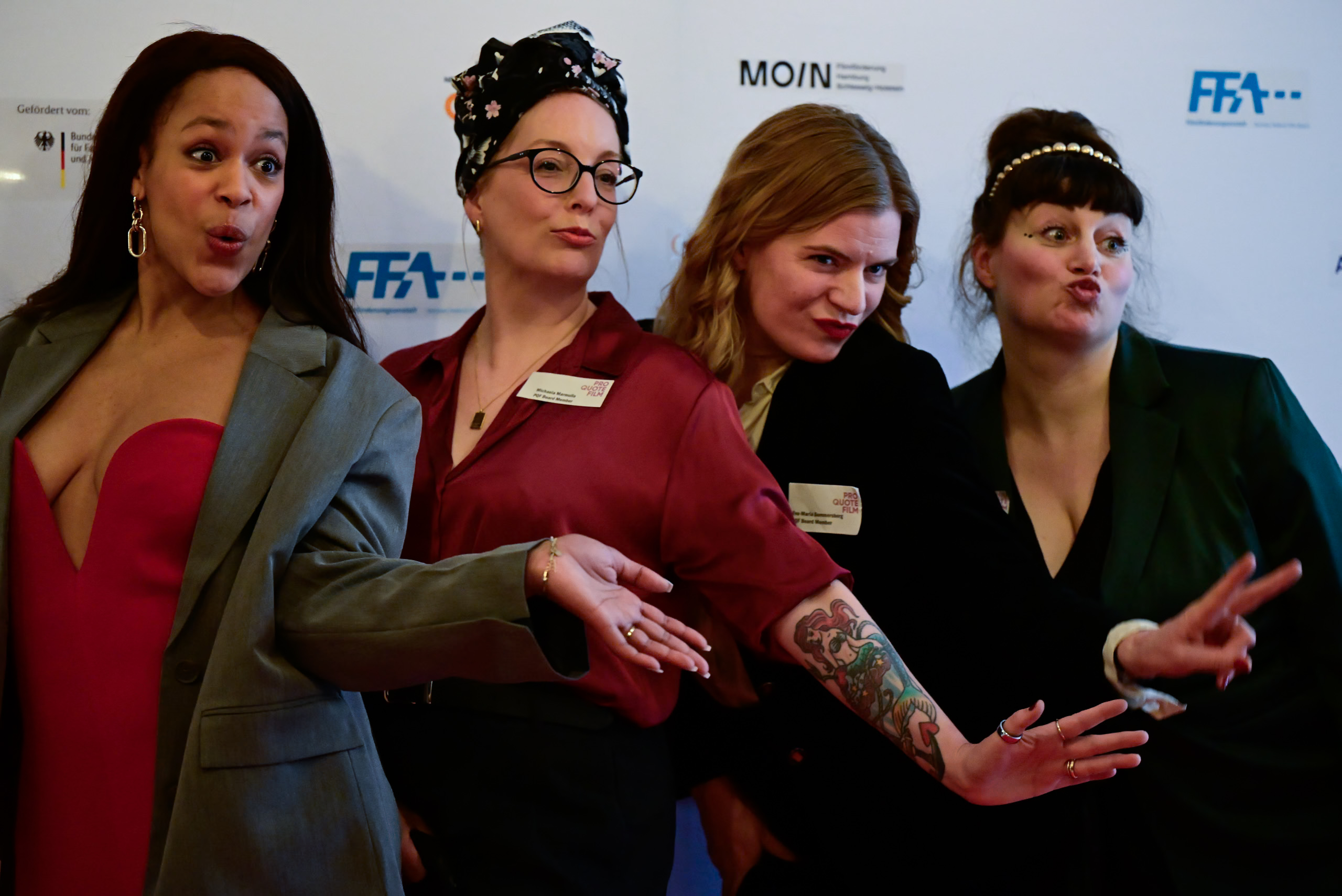
Der Pro Quote Film Vorstand, Berlinale 2025

ProQuote Film ist ein gemeinnütziger Verein, der sich für die Erhöhung des Frauenanteils in allen Bereichen der Filmproduktion einsetzt. ProQuote Film entstand 2018 durch Umbenennung der Gleichstellungsinitiative in der Film- und Fernsehbranche namens ProQuote Regie, die von über 370 Regisseurinnen in Deutschland initiiert wurde. Ziel der Initiative war ursprünglich eine geschlechterparitätische Besetzung von staatlichen Filmfördergremien und die Erhöhung des Anteils von Regisseurinnen am deutschen Fernsehprogramm und an deutschen Filmproduktionen.

## Geschichte
2014 wurde der Verein ProQuote Regie gegründet von den 12 Regisseurinnen Katinka Feistl, Annette Ernst, Tatjana Turanskyj, Imogen Kimmel, Esther Gronenborn, Nina Grosse, Maria Mohr, Nathalie Percieller, Barbara Rohm, Margrét Rún, Bettina Schoeller, und Connie Walther. Später kam Barbara Teufel dazu. Diese 13 Regisseurinnen organisierten alle Aktionen von ProQuote Regie, meistens während der Berlinale, des Filmfestes München, des Filmfestes Hamburg und den Medientagen in München. Strategisch beraten wurden sie von Stephanie Bernoully. ProQuote Regie wurde vom Bundesministerium für Familie, Senioren, Frauen und Jugend der SPD, Grünen und den Linken unterstützt.
Anfang 2018 wurde die Initiative umbenannt in ProQuote Film, weil neun zusätzliche Gewerke hinzukamen: Kamera, Filmton, Filmkomposition, Filmproduktion, Montage, Drehbuch, Kostümbild, Szenenbild und Schauspiel. ProQuote Film fordert u. a. die 50 %-Frauenquote für die Filmbranche.
ProQuote Film ist nach dem Journalistinnen-Netzwerk Pro Quote Medien und dem von Ärztinnen und Medizinprofessorinnen gegründeten Verein Pro Quote Medizin die dritte Initiative, mit der Frauen mit einem hohen Anteil in ihrer Branche für mehr weibliche Führungskräfte und finanzielle Mittel kämpfen.  2017 wurde Pro Quote Bühne gegründet, die eine Frauenquote im Theaterbereich fordert.

## Bekannte Unterzeichnerinnen und Unterstützer
Zu den bekanntesten Initiatorinnen und Erstunterzeichnerinnen gehörten die Regisseurinnen Maren Ade, Doris Dörrie, Hermine Huntgeburth, Nicolette Krebitz, Helke Misselwitz, Claudia Prietzel, Claudia Rorarius, Helke Sander, Ula Stöckl, Isabell Šuba, Monika Treut und Margarethe von Trotta.
Unterstützt wurde die Gründung von ProQuote Regie von bekannten Produzenten, Schauspielern, Filmschaffenden, Redakteuren sowie Festival- und Filmförderchefs. Darunter waren Stefan Arndt, Michael Ballhaus, Senta Berger, Veronica Ferres, Ulrike Folkerts, Ulrich Gregor, Erika Gregor, Eva Hubert, Dieter Kosslick, Katja Riemann, Volker Schlöndorff, Dorothee Schön und Julia Thurnau. Auf der Liste der Unterstützenden fanden sich auch in der Politik tätige Personen, beispielsweise Manuela Schwesig, Elke Ferner, Falk Neubert, Claudia Roth, Ulle Schauws, Sonja Hofmann, Tabea Rößner und Sigrid Hupach.

## Hintergrund und Forderungen
Nach dem 1. Diversitätsbericht des Bundesverbands Regie (2010–2013) lag der prozentuale Anteil von Regisseurinnen bei fiktionalen Primetime-Sendeplätzen im deutschen Fernsehen bei lediglich 11 %, also der männlicher Regisseure bei 89 %. Bei Kinospielfilmen lag der Frauenanteil mit 22 % etwas höher, wobei hoch budgetierte Kinospielfilme einen ähnlich geringen Regisseurinnen-Anteil aufwiesen wie das Fernseh-Hauptabendprogramm. Der geringe Anteil konnte nicht mit mangelndem Interesse von Frauen am Regieberuf erklärt werden, denn 42 % der Regie-Absolventen an deutschen Filmhochschulen waren 2013 weiblich. Die Studie der Universität Rostock Wer dreht deutsche Kinofilme? Gender-Report 2009–2013, die auf der Berlinale 2015 präsentiert wurde, kommt zu dem Ergebnis, dass jeder fünfte deutsche Spielfilm (22 %) zwischen den Jahren 2009 und 2013 von einer Frau inszeniert wurde, und Filme von Regisseurinnen in der Regel finanziell schlechter ausgestattet sind.
Die Initiative weist darauf hin, dass sich in Schweden durch die Einführung einer Quotenregelung der Anteil der Frauen in Schlüsselpositionen bei Filmproduktionen ungefähr dem Bevölkerungsanteil angeglichen hat. Infolgedessen fordert die Initiative eine paritätische Besetzung von Filmfördergremien und die Umsetzung einer stufenweisen Frauenquote bei der Vergabe von Regieaufträgen im Film- und Fernsehbereich, damit eine geschlechterspezifisch gerechte Verteilung erreicht wird. Damit soll der Pluralität einer modernen Gesellschaft Rechnung getragen werden, denn Diversität könne nicht gewährleistet werden, wenn über 80 % aller Filme von Männern umgesetzt würden.

## Rezeption
Seit der Vereinsgründung werden die Forderungen von ProQuote Regie in den Medien diskutiert. Bei der Berlinale 2015 trat die Initiative mit finanzieller Unterstützung der Bundesfamilienministerin Manuela Schwesig zum ersten Mal im Rahmen einer breiteren Öffentlichkeit auf und wurde medial stark wahrgenommen. Im Februar 2015 drehte Margrét Rún im Rahmen der ersten Berlinale-Aktion von ProQuote Regie den Dokumentarfilm Männer allein auf dem Olymp – weil Frauen nackt im Pumps mit einem Sack voller Steine den Filmolymp hochklettern müssen.
Kulturstaatsministerin Monika Grütters hat weitere Studien über den Frauenanteil in verschiedenen Filmbereichen in Auftrag gegeben, wobei sie bereits Anfang Februar 2015 laut Süddeutscher Zeitung sagte: „Die bereits vorliegenden Zahlen aus dem Regiebereich sprechen eine eindeutige Sprache: Frauen sind hier deutlich unterrepräsentiert, da muss sich etwas tun!“